# NEWS23 크로스
NEWS23 크로스(일본어: NEWS23X ニュース・ツースリー クロス[*])는 2010년 3월 29일부터 2013년 3월 29일까지 TBS를 비롯한 JNN 계열에서 방송된 텔레비전 뉴스 프로그램이다. 공휴일을 포함한 평일 오후 11시에 방영되었으며, NEWS23의 후속 프로그램이다. 본 프로그램의 종영 후 NEWS23이 부활하였다.